# Cavo Monaco
Il cavo Monaco è un canale artificiale sito in Piemonte (provincia di Vercelli) ed in Lombardia (provincia di Pavia).
La sua principale funzione è di irrigare i terreni a sud di Vercelli e Robbio.

## Percorso
Il canale trae origine dalla confluenza della Sesiella nel Sesia, proprio sotto il ponte della ferrovia Torino-Milano. Dopo pochi chilometri, a sud di Borgo Vercelli, entra in Lombardia, dove devia una parte delle sue acque nel cavetto del Morlone, piccolo canale artificiale.
Bagna il territorio di Robbio, ed infine dopo circa 10 km di corso sfocia nell'Agogna a Castello d'Agogna.